# Ducado de Racha
El ducado de Racha o ducado de Ratcha (en georgiano: რაჭის საერისთავო, romanizado: Rach'is saerist'avo) fue un ducado (saeristavo) en la zona norte de la actual Georgia, ubicado en la parte occidental de Racha en la zona superior del valle del Rioni. Fue gobernado por una sucesión de eristavi ('duques') desde c. 1050 hasta ser transferido a la corona real de Imericia en 1789.

## Historia
El ducado de Racha fue fundado alrededor de 1050, cuando una rama de la familia Liparitid, posteriormente conocida como Kajaberidze, fue enfeudada por el rey Bagrat IV de Georgia. Sus posesiones se ampliaron aún más bajo la reina Tamara de Georgia (r. 1184-1213). El ducado de Racha era una unidad importante en el reino de Georgia. Sus duques desempeñaron un papel importante en la vida política del país. Entre los siglos X yXIII, los eristavis de Racha eran los funcionarios del rey, eran responsables de recaudar los impuestos reales en el ducado, liderar el ejército y gobernarlo. Mindatsije fue la residencia principal del eristavi durante este período, pero la fortaleza de Kvari también fue de gran importancia. Además, en estos siglos se construyeron muchos monumentos de arte georgiano en Racha (por ejemplo, la catedral de Nikortsminda).
Los Kajaberidze fueron desposeídos del ducado en 1278 por haberse rebelado contra David VI de Georgia, aunque parece que se mantuvieron en Racha hasta el siglo XV. En la segunda mitad del siglo XV, después de la desintegración de Georgia en reinos, el ducado de Racha pasó a formar parte del reino de Imericia. En ese momento, el ducado de Racha parece haber sido restaurado, a favor de la familia Charelidze, cuyo breve mandato fue sucedido por los Chjeidze en c. 1488, cuando el príncipe Iván Chjeidze (r. 1488-1497) fue investido con el feudo de Racha por Alejandro II, rey de Imericia. En el siglo XV, las familias nobles más importantes del saeristavo eran los Charelidzes, Bakradzes, Kotridzes, Japaridzes, Lashkhishvilis y los Garakanidzes.
Con el tiempo, estos nuevos poderes de Racha, en adelante conocidos como los eristavi de Racha, expandieron significativamente sus posesiones, confiscando propiedades de otras familias nobles e incluso las pertenecientes a la corona. Se vieron envueltos en incesantes guerras feudales que asolaron a Georgia en ese tiempo, cambiando con frecuencia de bando mientras buscaban lograr una mayor autonomía respecto a los reyes de Imericia. El poderoso duque Rostom (r. 1750-1769) pudo mantener Racha prácticamente independiente, hasta que finalmente fue derrotado y destituido por el rey Salomón I de Imericia, convirtiendo Racha en un dominio real. Su sucesor, David II restauró el ducado al nieto de Rostom (que era también su sobrino, hijo de su hermano Anton) en 1784. Los clanes nobles rivales, especialmente los Tsulukidze y los Tsereteli, intentaron contrarrestar esto haciendo un llamamiento a las fuerzas otomanas y a mercenarios de Daguestán, pero fueron derrotados por los ejércitos reales en 1786. Esta restauración resultó ser de corta duración puesto que el siguiente rey de Imericia, Salomón II finalmente suprimió el ducado en 1789.

## Duques conocidos

### Kajaberidze
- Kajaber I (fallecido 1088)
- Niania (1088–1120)
- Kajaber II (1175–1210)
- Kajaber III (1245–1278)

### Chjeidze
- Ivane (1488–1497)
- Kajaber IV (1497–1510)
- Shoshita I (1534–1570)
- Papuna I (1651–1661)
- Shoshita II (1661–1684)
- Papuna II (1684–1696)
- Shoshita III (1696–1732)
- Gregory (1732–1743)
- Vajtang (1743–1750)
- Rostom (1750–1769)
- Anton (1784, 1787–89)
- George (1784–1787)